# Opi (comune)
Opi (Opjë IPA: [ˈopjə], in dialetto locale) è un comune italiano di 373 abitanti della provincia dell'Aquila in Abruzzo.
Il paese è incluso nell'area protetta del parco nazionale d'Abruzzo, Lazio e Molise.

## Geografia fisica

### Territorio

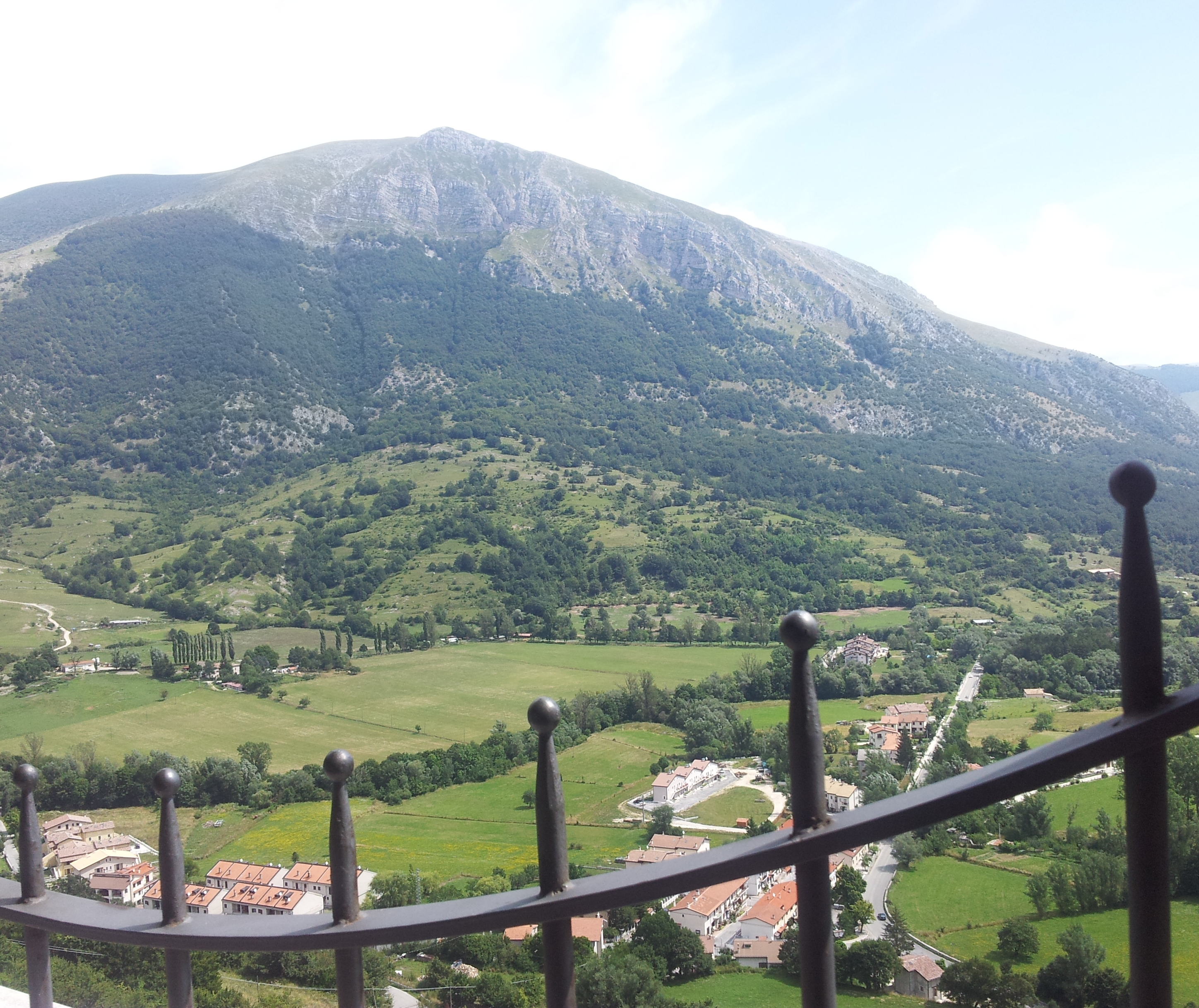
Il monte Marsicano visto da Opi

Il centro sorge nel bacino dell'Alto Sangro, in mezzo al gruppo montuoso dei monti Marsicani, al centro di un anfiteatro montuoso costituito a nord-est dal monte Marsicano (2.245 m s.l.m.) e a sud-est dal monte Amaro di Opi (1.862 m s.l.m.) e dal monte Petroso (2.249 m s.l.m.).
Ai piedi del paese si trovano le località di Casette asismiche, borgata edificata dopo il terremoto della Marsica del 1915, e il villaggio agropastorale di Pagliare di Opi.
La val Fondillo, unitamente alla riserva naturale integrale della Camosciara, rappresenta il nucleo antesignano del parco nazionale d'Abruzzo, Lazio e Molise.

#### Idrologia
Il principale corso d'acqua che attraversa il territorio comunale è il fiume Sangro che nasce alle pendici del monte Morrone del Diavolo (1.602 m s.l.m.), nei pressi della località di Gioia Vecchio. Il fiume, dopo aver attraversato la zona pianeggiante di origine alluvionale, nota come Le Prata, entra in una gola tra il colle di Opi (1.250 m s.l.m.) e il monte Marrone (1.354 m s.l.m.) da dove prosegue il proprio percorso lungo l'alta val di Sangro.
Da una delle numerose sorgenti carsiche presenti nel territorio opiano nasce il torrente Fondillo, uno dei primi affluenti del fiume Sangro, che dà il nome all'omonima valle. Nel territorio opiano sono presenti altre sorgenti come quelle di Giove, Lecine, Ortunno, Pietrobove, Tornareccia e Visco.

### Clima
Gode di un clima freddo in inverno e fresco d'estate. A causa dell'esposizione alle correnti umide occidentali, è uno dei centri abitati più piovosi d'Abruzzo con precipitazioni piovose e nevose che superano spesso i 1.500 mm annui. È inoltre uno dei luoghi a parità di quota con la temperatura media annuale più bassa d'Abruzzo.

## Origini del nome
L'origine del nome è incerta.

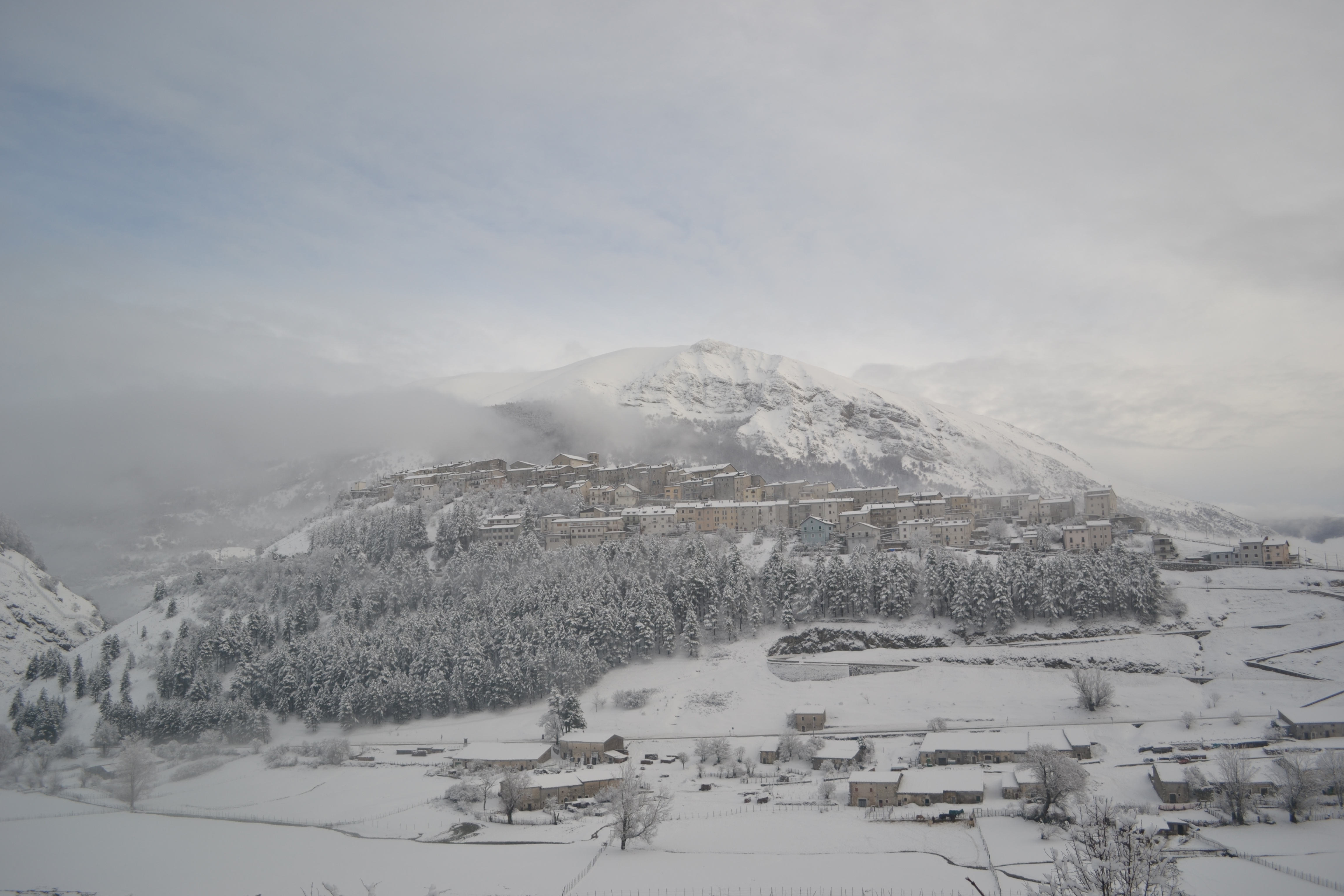
Opi, panorama invernale

Tuttavia le ipotesi più accreditate farebbero risalire il toponimo al termine latino di origine indigena ops ("lavoro agricolo") oppure dal nome latino oppidum, ovvero città fortificata.
Suggestive ipotesi etimologiche accostano il nome di Opi a Ope, antica divinità sabina che i romani assimilavano alla dea dell'abbondanza, o a Opice, sacerdotessa del tempio romano di Vesta.

## Storia

### Età antica
Il territorio dell'Alto Sangro fu abitato sin dal Paleolitico superiore come attestato dai ritrovamenti archeologici e zooarcheologici effettuati tra il 1870 e il 1955 nelle grotte del territorio da Achille Graziani e da Antonio Mario Radmilli.
È probabile che i primi abitanti di questo territorio fossero gruppi di cacciatori provenienti dalle quote più basse del lago Fucino, i quali raggiungevano periodicamente queste montagne alla ricerca di selce e di grosse prede. Alcune antiche necropoli testimoniano la presenza, almeno dal primo millennio a.C., di popolazioni stanziali che praticavano sia l'agricoltura che l'allevamento. Infatti, sono numerosi i luoghi di sepoltura rinvenuti nella val Fondillo, tutti riconducibili ad un periodo compreso tra il VII secolo a.C. e il V secolo a.C.
Secondo alcuni storici le antiche città di Plestinia e Fresilia vennero edificate tra i contemporanei centri di Pescasseroli e Opi. Queste furono sbaragliate dai romani insieme alla città marsa di Milonia nel 301 a.C.
L'alta val di Sangro rappresentò una terra di confine tra i popoli italici dei Marsi, Volsci e Sanniti-Pentri. L'ager Marsorum, la cui area centrale era costituita dal lago Fucino e dalle terre circostanti, comprese a sud-est l'alta valle del Giovenco e l'alta val di Sangro, fino al monte Marsicano e al versante occidentale della val Fondillo.
Con il processo di romanizzazione che seguì le guerre sannitiche nel territorio opiano, prossimo al municipium di Aufidena, si affermò la pastorizia transumante verso la Capitanata.

### Età medievale

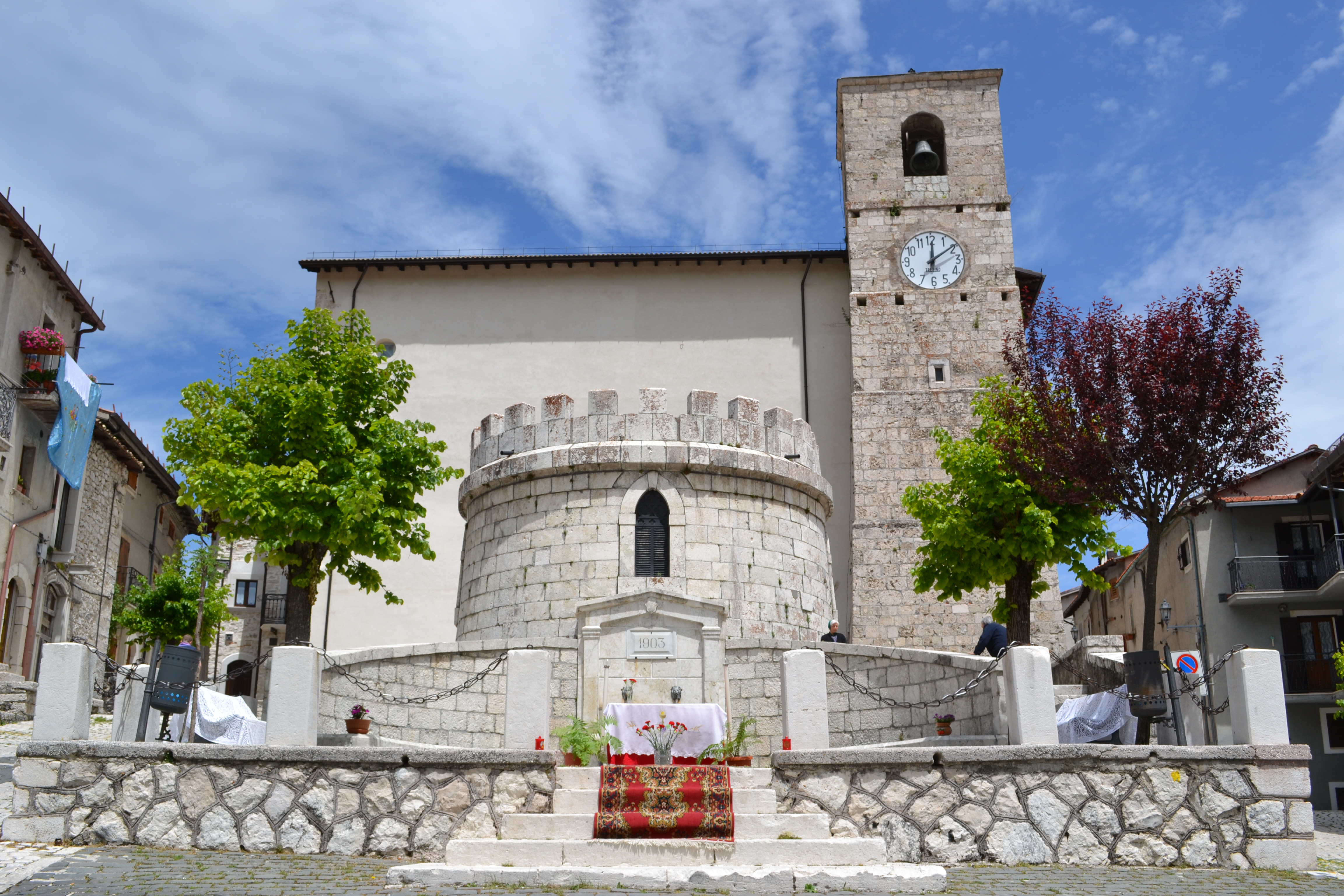
La piazza centrale di Opi

Già dal periodo del basso impero le zone montane del Sannio sprofondarono in una fase di decadenza, che in seguito alla devastazione portata dalla guerra greco-gotica culminò con la fine della transumanza orizzontale su lunga distanza.
La diffusione del monachesimo benedettino contribuì a fermare il processo di spopolamento. Difatti, agli inizi dell'XI secolo i monaci del monastero di San Vincenzo al Volturno edificarono il monastero di Sant'Elia alle pendici del monte Marsicano. Quando nel 1017 il monastero venne affidato all'abbazia di Montecassino, il nucleo di Opi si trovava nel sito contemporaneo sulla sommità della collina; per indicarlo comparirono le prime attestazioni del nome oppidum. Lo sperone roccioso fu scelto come luogo di fondazione del nucleo primordiale di Opi durante l'incastellamento, poiché costituiva una sede meglio munita e più facilmente difendibile. Lo sviluppo di Opi e Serule seguì l'abbandono del vicino castel Mancino (a monte di Pescasseroli), mentre secondo Leone Marsicano a Rocca Intramonti, i cui resti si trovano alle pendici della Camosciara, si trasferirono gli abitanti di Civitella Alfedena. La rocca venne abbandonata nel corso del XIV secolo in favore di Civitella, che così venne ripopolata, e di Villetta Barrea.
In epoca feudale, il controllo di Opi fu prima dei Borrello, poi dei Di Sangro, ai quali seguirono i D'Aquino e i D'Avalos, questi ultimi governarono il territorio dalla metà del XV secolo ai primi anni del XVII. A trainare l'economia di questa fase storica fu la ripresa dell'industria armentizia promossa da Alfonso I di Napoli, il quale, istituendo nel 1447 la Regia dogana della mena delle pecore, riaprì i tratturi.

### Età moderna
All'inizio del XVII secolo l'attività della pastorizia costituiva ancora l'asse portante del tessuto economico della zona. Opi, nella notte tra il 23 e il 24 luglio 1654, venne colpito da uno dei terremoti più distruttivi della sua storia che provocò insieme ad un alto numero di morti anche il crollo della maggior parte delle abitazioni. Questo evento catastrofico arrestò bruscamente quella crescita demografica in atto da quasi un secolo e di conseguenza il paese impiegò alcuni decenni per ritornare ai livelli precedenti il sisma.

### Età contemporanea

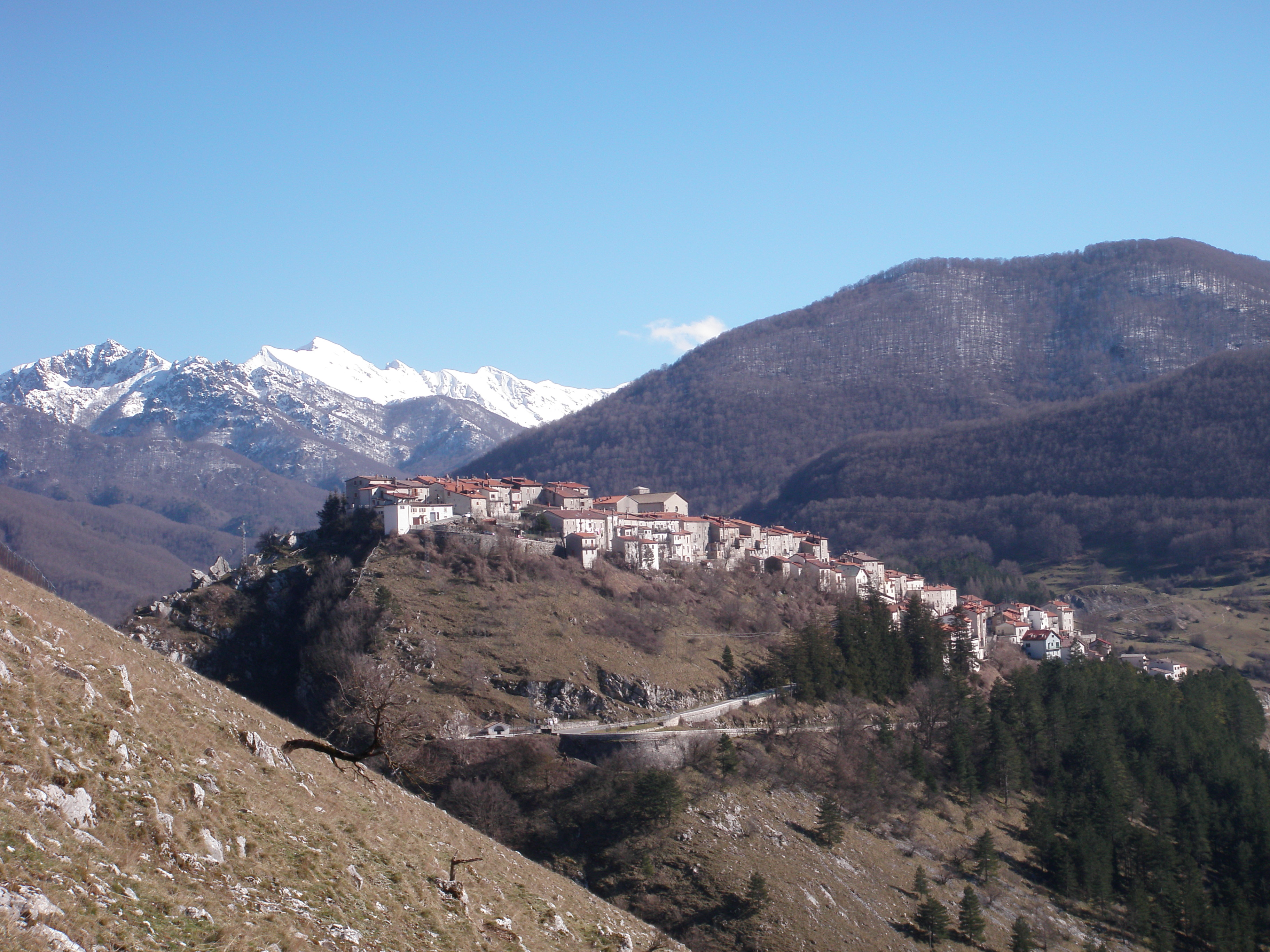
Opi visto dal monte Marrone

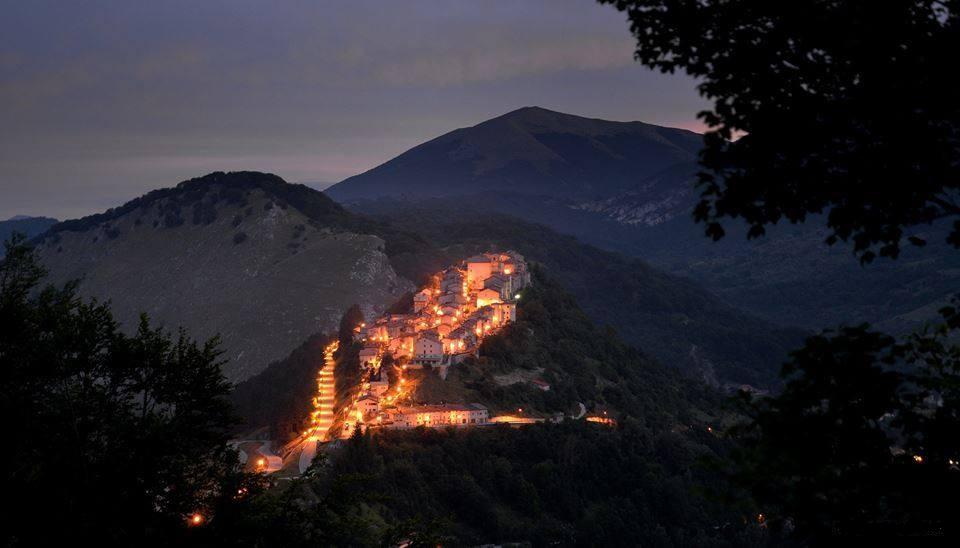
Notturno di Opi

Nei primi anni dell'Ottocento Opi fu unita amministrativamente al comune di Pescasseroli fino a quando, nel 1854, riacquisì la propria autonomia. Nel suo territorio, anche dopo l'unità d'Italia, continuò ad imperversare il brigantaggio. Inoltre, la generale crisi di fine secolo, aggravata sia dalla crisi della pastorizia transumante che dall'incremento demografico, contribuì ad accrescere il fenomeno dell'emigrazione, che ebbe il suo apice tra gli ultimi anni del XIX secolo e i primi anni del XX secolo. La principale meta degli abitanti di Opi furono gli Stati Uniti d'America.
Il terremoto della Marsica del 1915 arrecò danni anche al patrimonio architettonico opiano e con il decreto legge del 25 gennaio 1917 venne stabilito che ad Opi dovesse sorgere un nuovo nucleo abitativo, edificato con criteri antisismici. Furono così costruite, in località Prato Francone, le "Casette asismiche" che diedero il nome alla nuova borgata.
Durante la seconda guerra mondiale, a circa sedici chilometri da Opi, si assestò il fronte della linea Gustav. Successivamente, il 19 novembre del 1943, il paese subì un bombardamento ad opera dell'aviazione alleata che causò la morte di 38 sfollati di paesi limitrofi e di 11 opiani, per un totale di 49 morti. Alla fine della guerra, gli abitanti si ritrovarono in una condizione di miseria assoluta e con il declino dell'economia tradizionale l'emigrazione riprese, non soltanto verso gli Stati Uniti, ma anche verso la Svizzera, la Germania, la Francia e l'Australia. Vi fu poi un'emigrazione interna al territorio italiano, in particolar modo verso le città di Roma, di Chieti e di Avezzano. Ai danni provocati dal terremoto del 1984 la popolazione di Opi reagì mediante la ristrutturazione degli antichi edifici e la creazione di nuove strutture che migliorarono ulteriormente le capacità recettive del settore turistico.
Nel paese si verificano fenomeni di campanilismo con il paese vicino Pescasseroli.

### Simboli
Lo stemma e il gonfalone sono stati concessi con decreto del presidente della Repubblica del 26 dicembre 1963.
Il gonfalone è un drappo partito di rosso e di bianco.

## Monumenti e luoghi d'interesse

### Architetture religiose

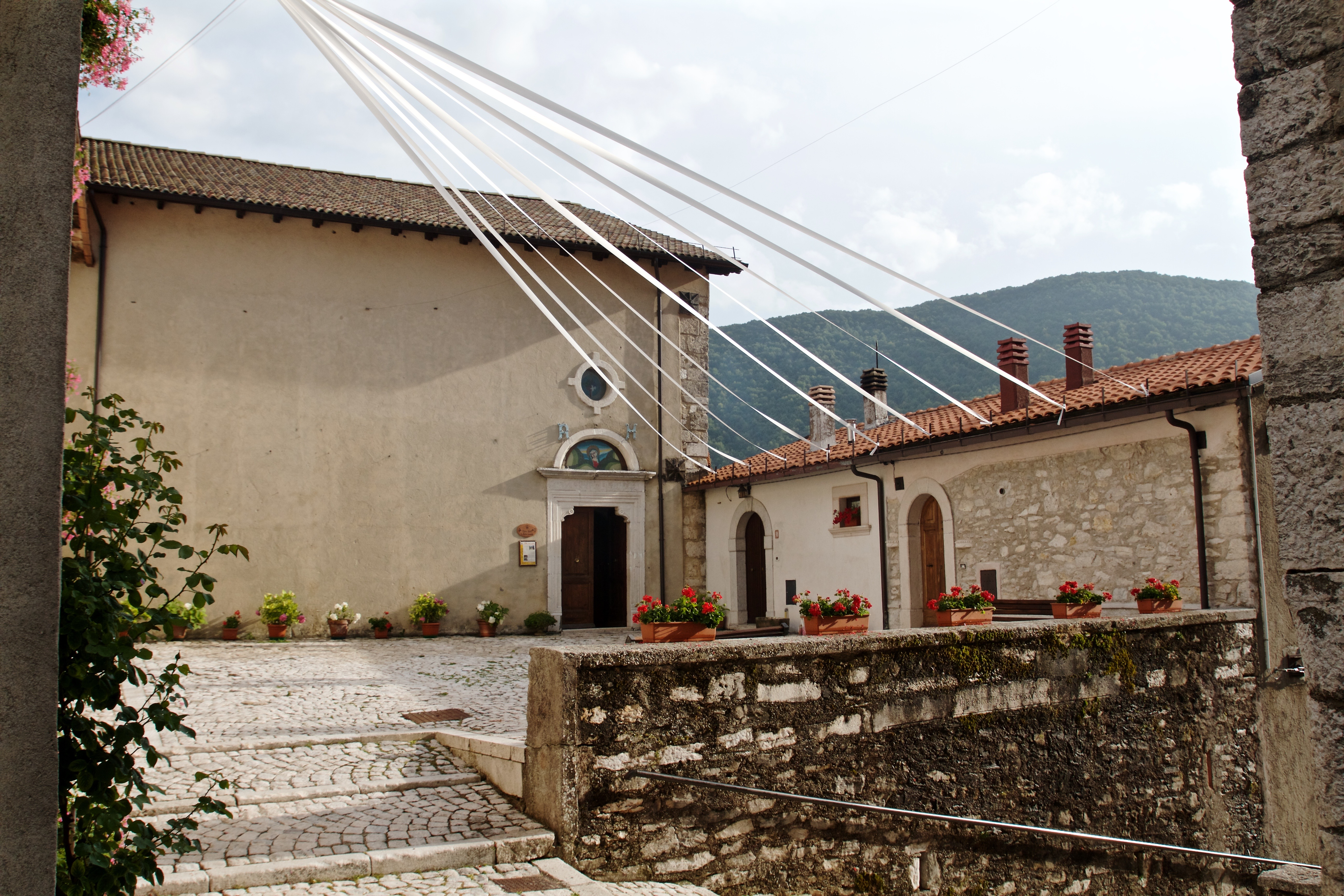
Chiesa di Santa Maria Assunta

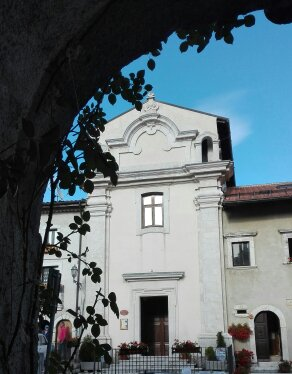
Chiesa di San Giovanni Battista

- Chiesa di Santa Maria Assunta, risalente alla metà del XII secolo.
- Chiesa di San Giovanni Battista, ex cappella privata della famiglia Rossi che la fece edificare poco dopo la metà del XVII secolo a fianco all'omonimo palazzo.

### Architetture civili
- Palazzo comunale: L'edificio che ospita il municipio è collocato nel palazzo baronale della famiglia Rossi risalente al XVII secolo[26].

### Monumenti
Nella piazza della fontana sorge l'acquedotto inaugurato il 4 ottobre 1903 e progettato dall'ingegnere Inverardi. È alimentato dalla distante Fonte di Mecca.

### Siti archeologici
I rinvenimenti archeologici effettuati nella grotta intitolata ad Achille Graziani fanno risalire al Paleolitico superiore la presenza continuativa dell'uomo in questi luoghi. Invece, per quanto riguarda gli scavi archeologici condotti all'imbocco della val Fondillo, questi hanno riportato alla luce una necropoli composta da più di 153 tombe a inumazione, per la maggior parte disposte a circolo e quindi riproducenti i clan familiari di appartenenza. L'intero sito è stato datato intorno al VII-V secolo a.C. e comprende sepolture di individui di sesso e di età differenti, morti in epoche diverse e portatori di ruoli sociali e status economici distinti. Alcuni reperti sono esposti nella sezione archeologica del museo naturalistico del parco nazionale d'Abruzzo, Lazio e Molise a Pescasseroli. La necropoli presenta alcune analogie con le necropoli di Baia, Colle Ciglio (Barrea) e di Alfedena. La necropoli della Val Fondillo dovette essere connessa con un centro abitato sorto nelle sue vicinanze, ma non ancora collocato da parte degli esperti. Inoltre, alcune iscrizioni funerarie di età romana sono state scoperte nei pressi della località La Masseria.

### Aree naturali

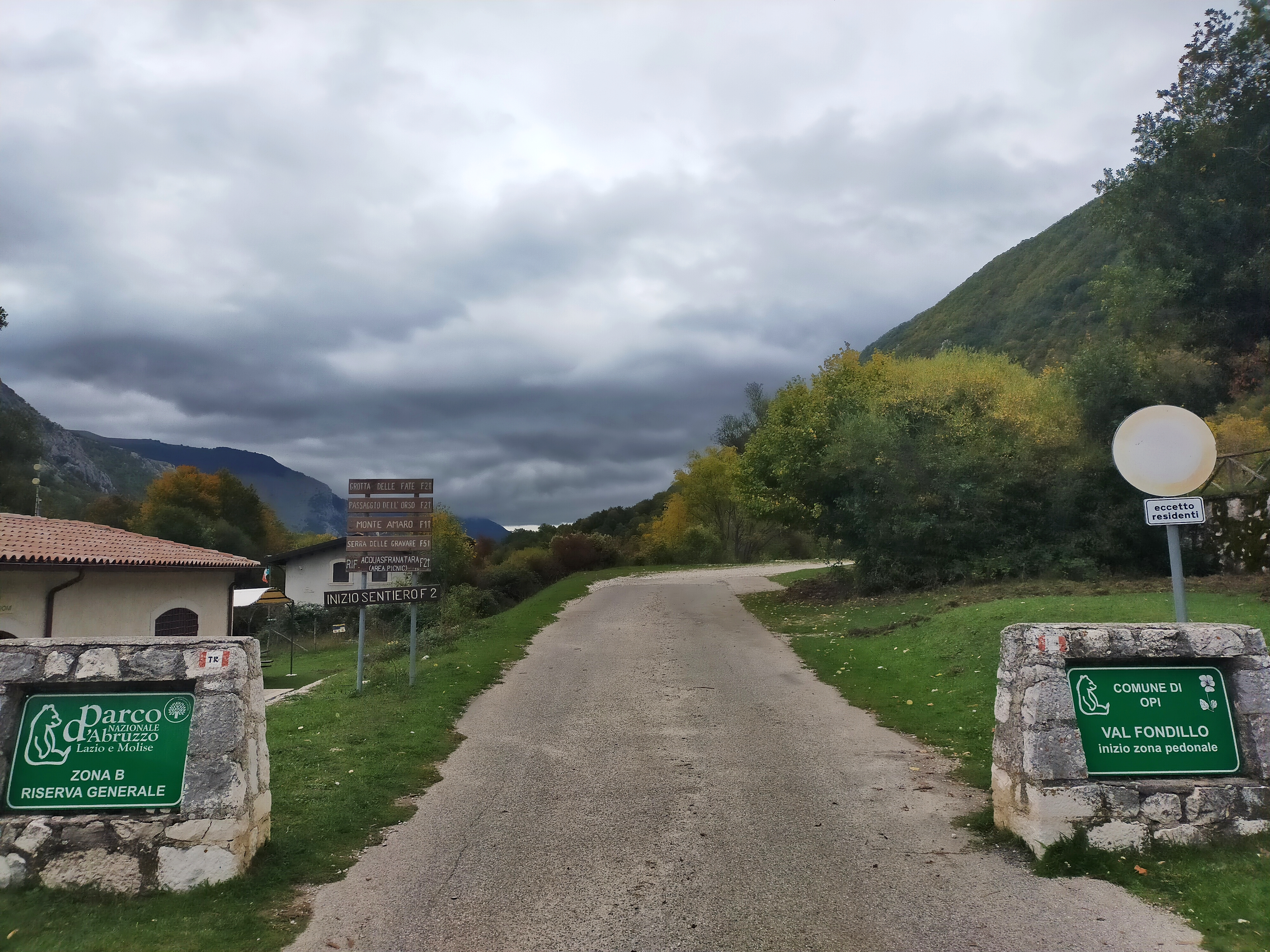
Accesso pedonale della val Fondillo

Opi, uno dei principali centri del parco nazionale d'Abruzzo, Lazio e Molise, è noto come luogo di villeggiatura sia estiva che invernale.
Sono numerosi i sentieri che attraversano la val Fondillo, i monti Marsicano e Amaro, l'altopiano di Macchiarvana e Forca d'Acero, zona posta al confine fra Abruzzo e Lazio. Non distanti dal borgo si trovano la riserva naturale Feudo Intramonti, Serra delle Gravare e la Camosciara, riserva naturale integrale che è uno dei luoghi più frequentati dal turismo montano. Nei pressi del centro storico di Opi sono presenti due punti panoramici, il belvedere La foce, posto in cima al paese, e il belvedere di piazza dei Caduti.

## Società

### Evoluzione demografica
Abitanti censiti

### Lingue e dialetti
Il dialetto opiano è incluso nel sistema dei dialetti meridionali intermedi.
Come per quello dell'area fucense-marsicana presenta relativamente ad alcune caratteristiche fonetiche una somiglianza con il napoletano, ciò a causa degli scambi economici documentati tra le due aree durante il Regno di Napoli.
Vengono qui di seguito elencati i fenomeni linguistici che l'opiano possiede in comune con il resto del sistema centro-meridionale: vocalismo di tipo «napoletano», generale scadimento nell'indistinta "ə" delle vocali atone, betacismo, assimilazione consonantica dei nessi -ND- > [nn], -MB- > [mm] e -LD- > [ll], lenizione postnasale, palatalizzazione dei nessi consonantici con [l] come secondo elemento, uso del possessivo enclitico con i nomi di parentela e l'uso dei continuatori del verbo "tenēre" in luogo dei continuatori del verbo "habēre", quando non svolge la funzione di ausiliare ma quella di possedere.

### Tradizioni e folclore

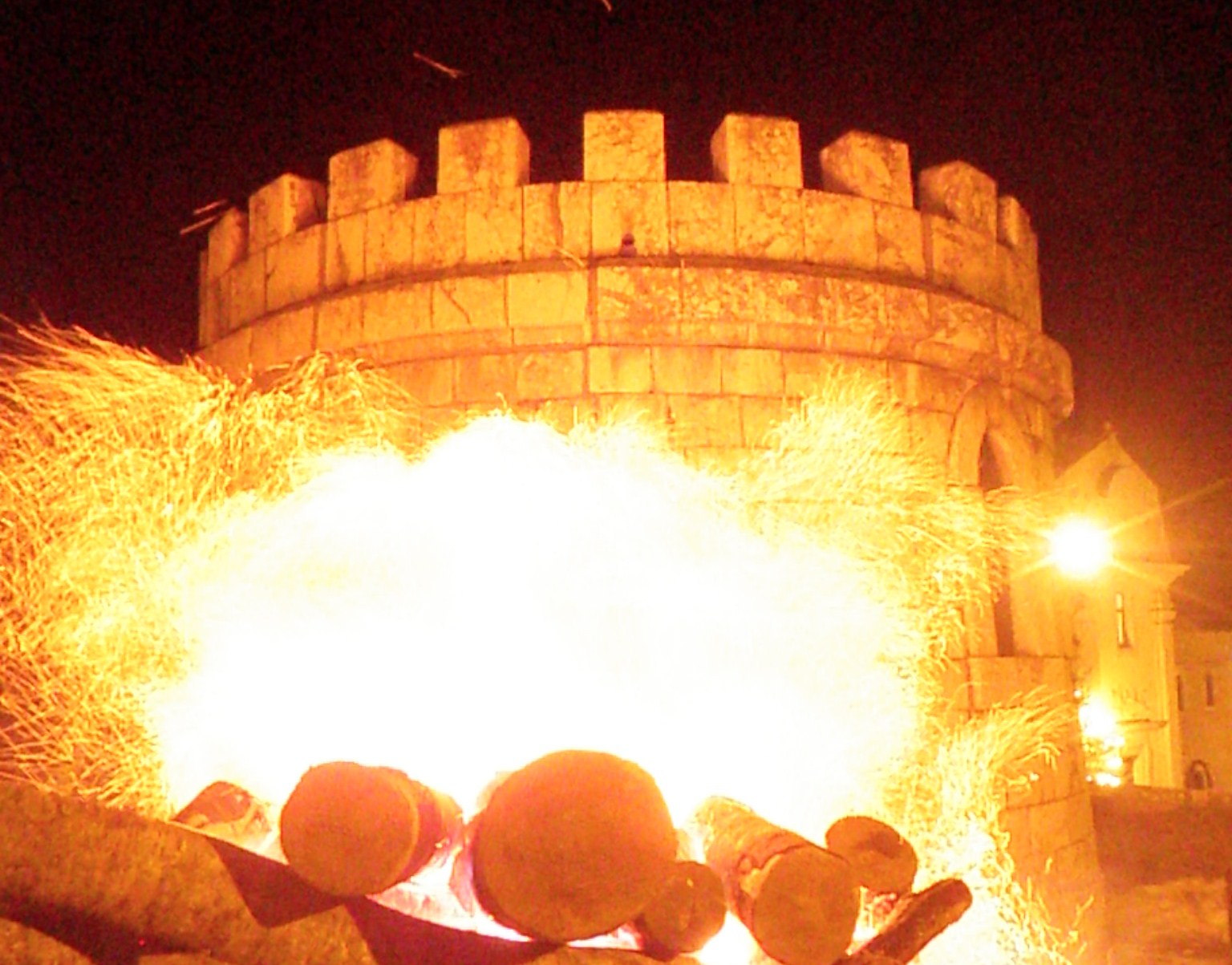
I catozze di Natale

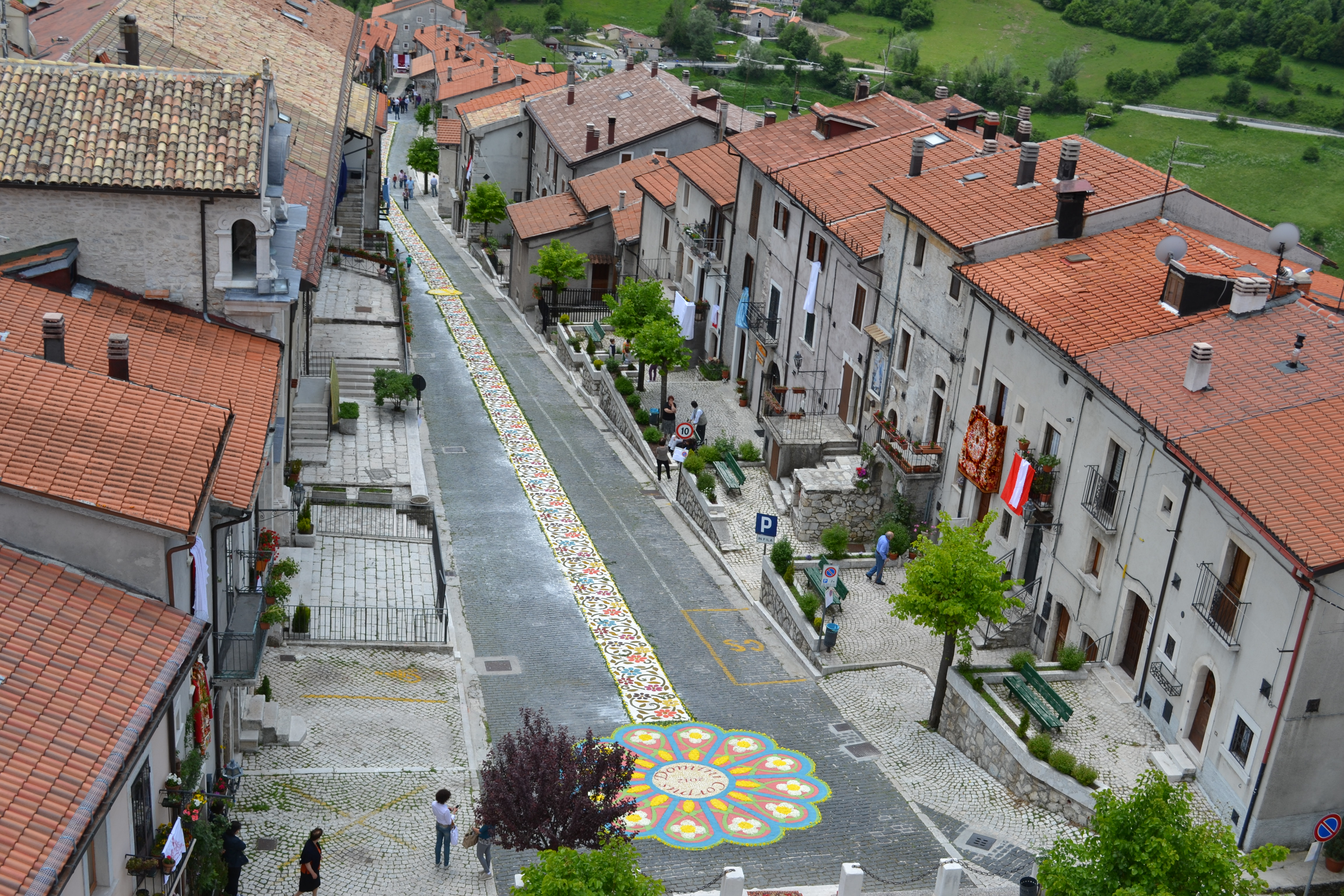
L'infiorata

Il 24 giugno di ogni anno si celebra la festa patronale in onore del santo patrono del comune di Opi, san Giovanni Battista; nello stesso periodo si svolgono anche le cerimonie religiose in onore di san Vincenzo Ferreri. Il 24 dicembre, nella notte di Natale, si ripete il rito de I catozze, con l'accensione di un grande falò davanti alla chiesa parrocchiale.

## Cultura

### Patrimoni dell'umanità dell'UNESCO
Nel 2017 i cinque nuclei di faggete vetuste ricadenti in una superficie di oltre 1000 ettari inclusa tra i comuni di Lecce nei Marsi (Selva Moricento), Opi (Cacciagrande e Valle Jancino in Val Fondillo), Pescasseroli (Coppo del Principe e Coppo del Morto) e Villavallelonga (Val Cervara), in parte databili intorno ai 560 anni, sono stati dichiarati patrimonio mondiale dell'umanità nel contesto delle foreste primordiali dei faggi dei Carpazi e di altre regioni d'Europa. Si tratta del primo riconoscimento UNESCO per l'intera regione abruzzese.

### Musei

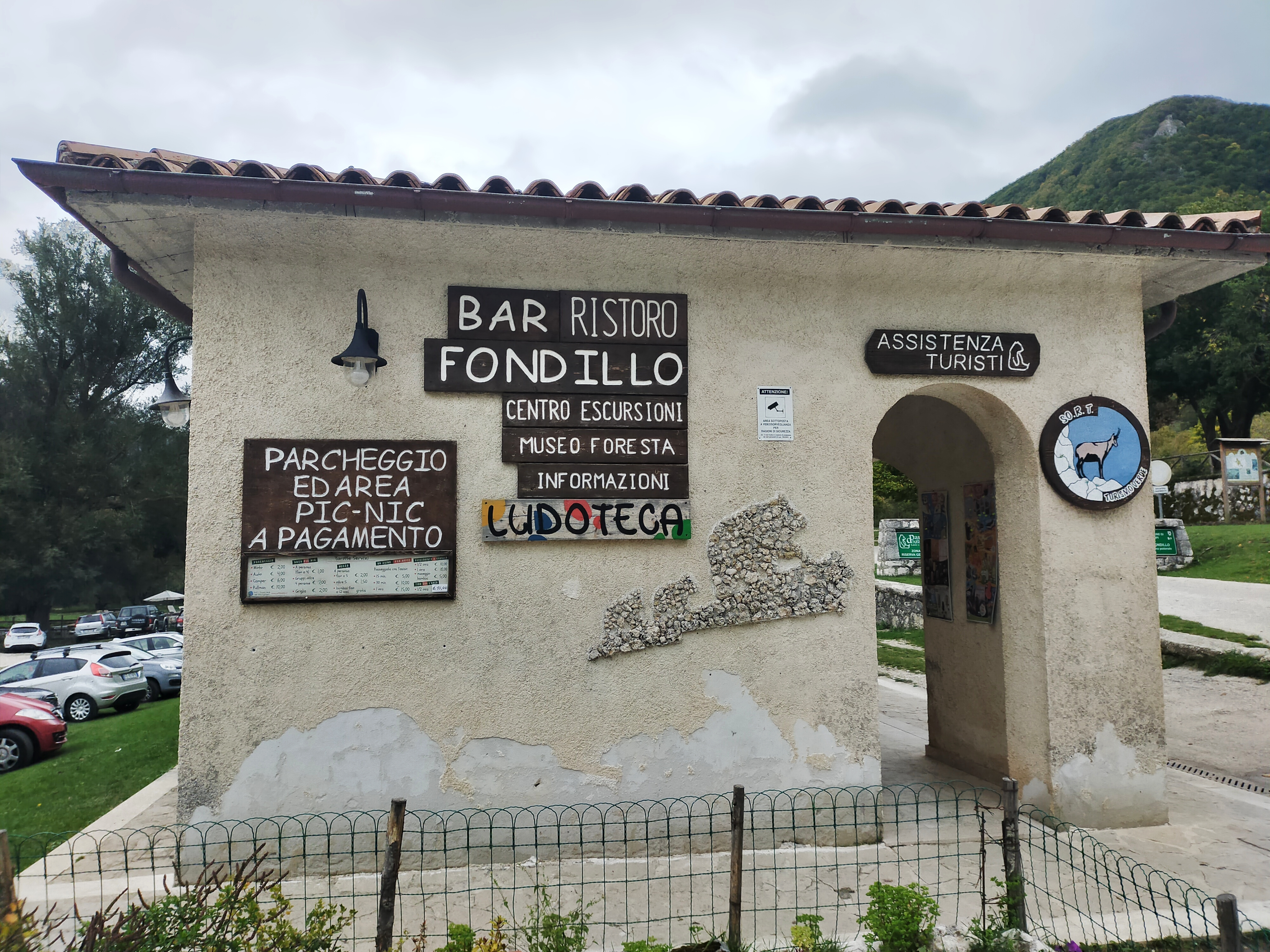
Sede del museo della foresta e dell'uomo in val Fondillo

- Nella palazzina Bevilacqua, nel centro storico del paese, è ospitato il museo del camoscio con annesso centro visite del parco nazionale d'Abruzzo, Lazio e Molise[38].
- Il museo dello sci e della montagna è ospitato nella sede del municipio, al centro del paese[39].
- Nel 2014 è stato riaperto il museo della foresta e dell'uomo, ospitato nei locali dell'ex segheria della val Fondillo[40].

### Arte
Nel 1929 l'incisore olandese Maurits Cornelis Escher visitò le aree interne dell'Abruzzo. Durante questo viaggio, mediante la tecnica litografica, ritrasse alcuni paesi fra i quali anche Opi. Questa litografia si intitola Opi in Abruzzo ed è conservata nei Paesi Bassi.

### Cinema
Nel film Un mondo a parte di Riccardo Milani il paese di Opi prende il nome immaginario di Rupe.

## Economia

### Turismo
Opi fa parte dell'associazione nazionale I borghi più belli d'Italia.

## Infrastrutture e trasporti

### Strade
Opi è attraversata dalla strada statale 83 Marsicana, che percorre il parco nazionale da nord-ovest a est. Un accesso secondario proviene dal territorio laziale attraverso il valico di Forca d'Acero e l'omonima strada statale 509.

## Amministrazione
Sul sito del Ministero dell'interno sono disponibili i dati di tutte le elezioni amministrative di Opi dal 1985 ad oggi.
| Periodo           | Periodo           | Primo cittadino          | Partito                                 | Carica  | Note |
| ----------------- | ----------------- | ------------------------ | --------------------------------------- | ------- | ---- |
| 24 aprile 1995    | 13 giugno 1999    | Pasquale Di Rocco        | Coalizione di centro-sinistra           | Sindaco |      |
| 14 giugno 1999    | 13 giugno 2004    | Francesco Gizzi          | Coalizione di centro-sinistra           | Sindaco |      |
| 14 giugno 2004    | 28 febbraio 2009  | Francesco Gizzi          | Lista civica                            | Sindaco |      |
| 30 marzo 2010     | 31 maggio 2015    | Berardino Antonio Paglia | Lista civica                            | Sindaco |      |
| 1 giugno 2015     | 21 settembre 2020 | Berardino Antonio Paglia | Lista civica Partecipazione Democratica | Sindaco |      |
| 22 settembre 2020 | in carica         | Antonio Di Santo         | Lista civica Opi futura                 | Sindaco |      |

### Altre informazioni amministrative
Fino al 2013 il comune ha fatto parte della Comunità montana Alto Sangro e altopiano delle Cinquemiglia.

## Sport

### Sci di fondo
Opi è situato a circa sette chilometri dalle piste dello sci di fondo di Macchiarvana e a circa tre da quelle della val Fondillo.